# Bartłomiej Niedziela
Bartłomiej Niedziela (ur. 7 maja 1985 roku w Grójcu) – polski piłkarz, występujący na pozycji pomocnika.

## Statystyki kariery
(aktualne na dzień 17 lipca 2024)
| Klub                  | Sezon              | Liga               | Liga  | Liga   | Puchar Polski | Puchar Polski | Puchar Ekstraklasy | Puchar Ekstraklasy | Suma  | Suma   |
| Klub                  | Sezon              | Liga               | Mecze | Bramki | Mecze         | Bramki        | Mecze              | Bramki             | Mecze | Bramki |
| --------------------- | ------------------ | ------------------ | ----- | ------ | ------------- | ------------- | ------------------ | ------------------ | ----- | ------ |
| Jagiellonia Białystok | 2007/08            | Ekstraklasa        | 20    | 0      | 2             | 1             | 8                  | 0                  | 30    | 1      |
| Jagiellonia Białystok | 2008/09 (j)        | Ekstraklasa        | 2     | 0      | 1             | 0             | 4                  | 0                  | 7     | 0      |
| Motor Lublin          | 2008/09 (w)        | I liga             | 8     | 0      | 0             | 0             | –                  | –                  | 8     | 0      |
| Górnik Łęczna         | 2009/10            | I liga             | 26    | 4      | 0             | 0             | –                  | –                  | 26    | 4      |
| Flota Świnoujście     | 2010/11            | I liga             | 31    | 1      | 2             | 0             | –                  | –                  | 33    | 1      |
| Arka Gdynia           | 2011/12            | I liga             | 18    | 0      | 5             | 0             | –                  | –                  | 23    | 0      |
| Flota Świnoujście     | 2012/13            | I liga             | 27    | 3      | 5             | 2             | –                  | –                  | 32    | 5      |
| Górnik Łęczna         | 2013/14            | I liga             | 28    | 1      | 0             | 0             | –                  | –                  | 28    | 1      |
| Chojniczanka Chojnice | 2014/15            | I liga             | 24    | 1      | 0             | 0             | –                  | –                  | 24    | 1      |
| Chojniczanka Chojnice | 2015/16            | I liga             | 26    | 2      | 5             | 0             | –                  | –                  | 31    | 2      |
| Chojniczanka Chojnice | 2016/17            | I liga             | 21    | 2      | 2             | 0             | –                  | –                  | 23    | 2      |
| Widzew Łódź           | 2017/18            | III liga           | 12    | 0      | 3             | 0             | –                  | –                  | 15    | 0      |
| Stomil Olsztyn        | 2018/19            | I liga             | 10    | 0      | 0             | 0             | –                  | –                  | 10    | 0      |
| Stomil Olsztyn        | 2019/20            | I liga             | 10    | 0      | 2             | 0             | –                  | –                  | 12    | 0      |
| Pilica Białobrzegi    | 2021/22            | III liga           | 21    | 3      | 0             | 0             | –                  | –                  | 21    | 3      |
| Pilica Białobrzegi    | 2022/23            | III liga           | 23    | 0      | 0             | 0             | –                  | –                  | 23    | 0      |
| Ogólnie w karierze    | Ogólnie w karierze | Ogólnie w karierze | 307   | 17     | 27            | 3             | 12                 | 0                  | 334   | 20     |